# 佐川亜紀
佐川亜紀（さがわ あき、1954年10月10日 - ）は、日本の詩人・朝鮮文学研究者。

## 人物
東京都生まれ。横浜国立大学教育学部卒業。1982年より『詩学』に投稿を始める。1991年詩集『死者を再び孕む夢』で第25回小熊秀雄賞、第23回横浜詩人会賞受賞。2004年詩集『返信』で第4回詩と創造賞受賞、2005年森田進共編『在日コリアン詩選集一九一六年～二〇〇四年』で第30回地球賞受賞、2013年詩集『押し花』で第46回日本詩人クラブ賞受賞。2014年、韓国の昌原KC国際詩文学賞受賞。
日本による対韓輸出優遇撤廃に反対する、＜声明＞「韓国は「敵」なのか」呼びかけ人の1人。

## 著書
- 『死者を再び孕む夢 佐川亜紀詩集』詩学社　1992
- 『魂のダイバー 佐川亜紀詩集』潮流出版社　1993
- 『韓国現代詩小論集 新たな時代の予感』土曜美術社出版販売　2000
- 『返信 詩集』土曜美術社出版販売　2004　21世紀詩人叢書
- 『押し花 佐川亜紀詩集』土曜美術社出版販売　2012

## 編・訳
- 『在日コリアン詩選集 一九一六年～二〇〇四年』森田進共編　土曜美術社出版販売　2005
- 『高銀詩選集 いま、君に詩が来たのか』青柳優子、金應教共訳 藤原書店　2007
- 『地球は美しい 日韓環境詩選集』権宅明共編訳　土曜美術社出版販売　2010

## 参考サイト
- 佐川 亜紀 の プロフィール